# Acrochila
Acrochila là một chi rêu trong họ Plagiochilaceae.